# Cuckoo (série télévisée)
Cuckoo est une série télévisée britannique en 33 épisodes d'environ 30 minutes diffusée entre le 25 septembre 2012 et le 4 janvier 2019 sur la chaîne BBC Three, puis rediffusée sur BBC One.
Dans les pays francophones, la série est disponible sur le service de streaming Netflix.
Au printemps 2015, NBC a produit le pilote de l'adaptation américaine, avec Michael Chiklis, Cheryl Hines et Flula Borg. Les auteurs britanniques Robin French et Kieron Quirke, à l'origine de la série originale, ont écrit la version américaine avec Tim Long (vétéran de la série Les Simpson) en tant que showrunner de la série. Elle n'a pas été retenue.

## Résumé

### Saison 1
La série se déroule à Lichfield, dans le Staffordshire (les scènes en extérieur sont principalement filmées à Slough, dans le Berkshire et à Amersham, dans le Buckinghamshire), où réside la famille Thompson. Lorsque Ken (Davies) et Lorna (Baxendale) récupèrent leur fille Rachel (Kari) à l'aéroport, ils apprennent qu'elle a profité de son année sabbatique avant d'entamer ses études de médecine pour se marier avec Dale « Cuckoo » Ashbrick (Samberg), un Américain excentrique, « hippie » aimant tout le monde, qui n'a pas d'emploi et qui adore consommer de la drogue.

### Saison 2
Deux ans ont passé depuis la fin de la première saison. On apprend que Cuckoo (Samberg) a perdu la vie lors d'un accident d'alpinisme dans la chaîne himalayenne, que Dylan (Drew-Honey) entre à l'Université et que Rachel (Smith) s'installe avec son nouveau petit copain Ben (Lacey). Dale (Lautner), un jeune américain hirsute, débarque affirmant être le fils de Cuckoo et à la recherche de son père qu'il n'a jamais connu. Ken et Lorna prennent pitié de lui et lui demandent de rester.

### Saison 3
Six mois après le départ spectaculaire de Dale à la fin de l'épisode spécial de Noël qui marque la fin de la saison 2, Rachel a toujours le cœur brisé et se languit de Dale, mais elle a réussi à maintenir une certaine amitié avec son ex-fiancé Ben (Lacey). Alors que la vie semble reprendre un cours normal chez les Thompson, un Dale métamorphosé revient et sème à nouveau la zizanie. Entre-temps, Ken et Lorna se préparent pour la naissance inattendue d'un enfant, et leur fils Dylan (Drew Honey) se prépare pour aller à l'Université.

## Distribution

### Acteurs principaux
- Greg Davies : Ken Thompson
- Helen Baxendale : Lorna Thompson
- Esther Smith : Rachel Thompson (saison 2-)
- Tyger Drew-Honey : Dylan Thompson
- Taylor Lautner : Dale Ashbrick Jr. (saison 2-)

### Anciens acteurs
- Andy Samberg : Dale « Cuckoo » Ashbrick (saison 1)
- Tamla Kari : Rachel Thompson (saison 1)

### Acteurs récurrents
- Kenneth Collard : Steve Chance
- Selina Griffiths (en) : Connie Chance
- Holly Earl : Zoe Chance
- Philip Jackson : Tony
- Matt Lacey (en) : Ben

## Production
Écrite par Robin French et Kieron Quirke, la première saison mettait en vedette Greg Davies, Andy Samberg, Helen Baxendale, Tamla Kari et Tyger Drew-Honey. Les producteurs exécutifs sont Ash Atalla et Dan Hine. Le lancement de la série est le lancement le plus regardé d'une comédie de la chaîne BBC Three, battant le record atteint par la série Bad Education sortie le mois précédent. Greg Davies est nommé pour le BAFTA du Meilleur acteur dans une comédie. Aux British Comedy Awards, Cuckoo est nommé pour le prix de la Meilleure nouvelle comédie et Greg Davies est nommé pour le prix du Meilleur acteur de comédie à la télévision.
La BBC commande ensuite une deuxième saison, mais la possibilité qu'elle soit produite semble incertaine à cause de l'emploi du temps chargé d'Andy Samberg. En février 2014, la chaîne annonce qu'Andy Samberg ne reprendrait pas son rôle et que Taylor Lautner le remplacera en jouant un nouveau personnage décrit comme étant « un jeune étranger séduisant et mystérieux ». La deuxième saison commence sa diffusion le 7 août 2014. Un épisode spécial est de plus diffusé pour Noël de la même année.
Une troisième saison est annoncée en mai 2015 pour une diffusion début 2016. Cette saison reprend là où l'épisode spécial de Noël s'était achevé.
Une quatrième et une cinquième saisons sont en projet.

## Épisodes

### Première saison (2012)
Diffusée du 25 septembre au 30 octobre 2012.
1. Bienvenue chez les Thompson (The Homecoming)
2. La Réunion de famille (Family Meeting)
3. Conseils en politique (Ken on E)
4. La Réincarnation (Grandfather's Cat)
5. Connie chanteuse (Connie Sings)
6. Le Mariage (The Wedding)

### Deuxième saison (2014)
Diffusée du 7 août au 11 septembre 2014.
1. Un nouveau départ (A New Beginning)
2. La Fête de Dylan (Potato Party)
3. Le Tribunal (Tribunal)
4. L'Enterrement (Funeral)
5. La Promotion (Ken at Work)
6. L'Intervention (Neighbourhood Watch)
7. Épisode spécial de Noël (Christmas Special) (24 décembre 2014)

### Troisième saison (2016)
Diffusée du 16 février au 28 mars 2016.
1. La Naissance (Birth)
2. La Candidature (The Application)
3. Le Groupe de mamans (Mums Group)
4. La Vie de Dale (Life of Dale)
5. La Vie universitaire (University Challenged)
6. La Journée de Sid (Sid's Big Day)
7. Les Vacances (The Holiday)

### Quatrième saison (2018)
Publiée le 2 août 2018.
1. Avocat de l'année (Lawyer of the Year)
2. La Licence (The Licence)
3. Le Nouvel ami de Ken (Ken's New Friend)
4. Pris au piège (Trapped)
5. Pour un bout de brousse (Walkabout)
6. L'Inauguration (Opening Night)

### Cinquième saison (2019)
Publiée le 4 janvier 2019.
1. L'Arrivée d'Ivy (Ivy Arrives)
2. Ivy nounou (Ivy Nanny)
3. La Ferme (Weed Farm)
4. Macbeth
5. Une belle fête du divorce (Divorce Party)
6. Deux fiançailles et un enterrement (Two Engagements and a Funeral)
7. Les Élections (Election)

## DVD
Au Royaume-Uni, la première saison est sortie le 1er septembre 2014, la deuxième saison le 4 janvier 2016 et la troisième saison le 20 juin 2016.